# Hłoty
Hłoty – dawny zaścianek. Tereny na których leżał znajdują się obecnie na Białorusi, w obwodzie witebskim, w rejonie głębockim, w sielsowiecie Psuja.

## Historia
W czasach zaborów w gminie Tumiłowicze, w powiecie borysowskim, w guberni wileńskiej Imperium Rosyjskiego.
W dwudziestoleciu międzywojennym zaścianek leżał w Polsce, w województwie wileńskim, w powiecie duniłowickim, od 1926 w powiecie dziśnieńskim, w gminie Tumiłowicze, a następnie w gminie Hołubicze.
Według Powszechnego Spisu Ludności z 1921 roku zamieszkiwało tu 19 osób, 56 było wyznania rzymskokatolickiego a 2 prawosławnego. Jednocześnie 55 mieszkańców zadeklarowało polską przynależność narodową, a 3 białoruską. Były tu 3 budynki mieszkalne. W 1931 w 3 domach zamieszkiwały 14 osób.
Wierni należeli do parafii rzymskokatolickiej w Zaszcześlu i prawosławnej w Tumiłowiczach. Miejscowość podlegała pod Sąd Grodzki w Głębokiem i Okręgowy w Wilnie; właściwy urząd pocztowy mieścił się w Tumiłowiczach.